# Huetarové

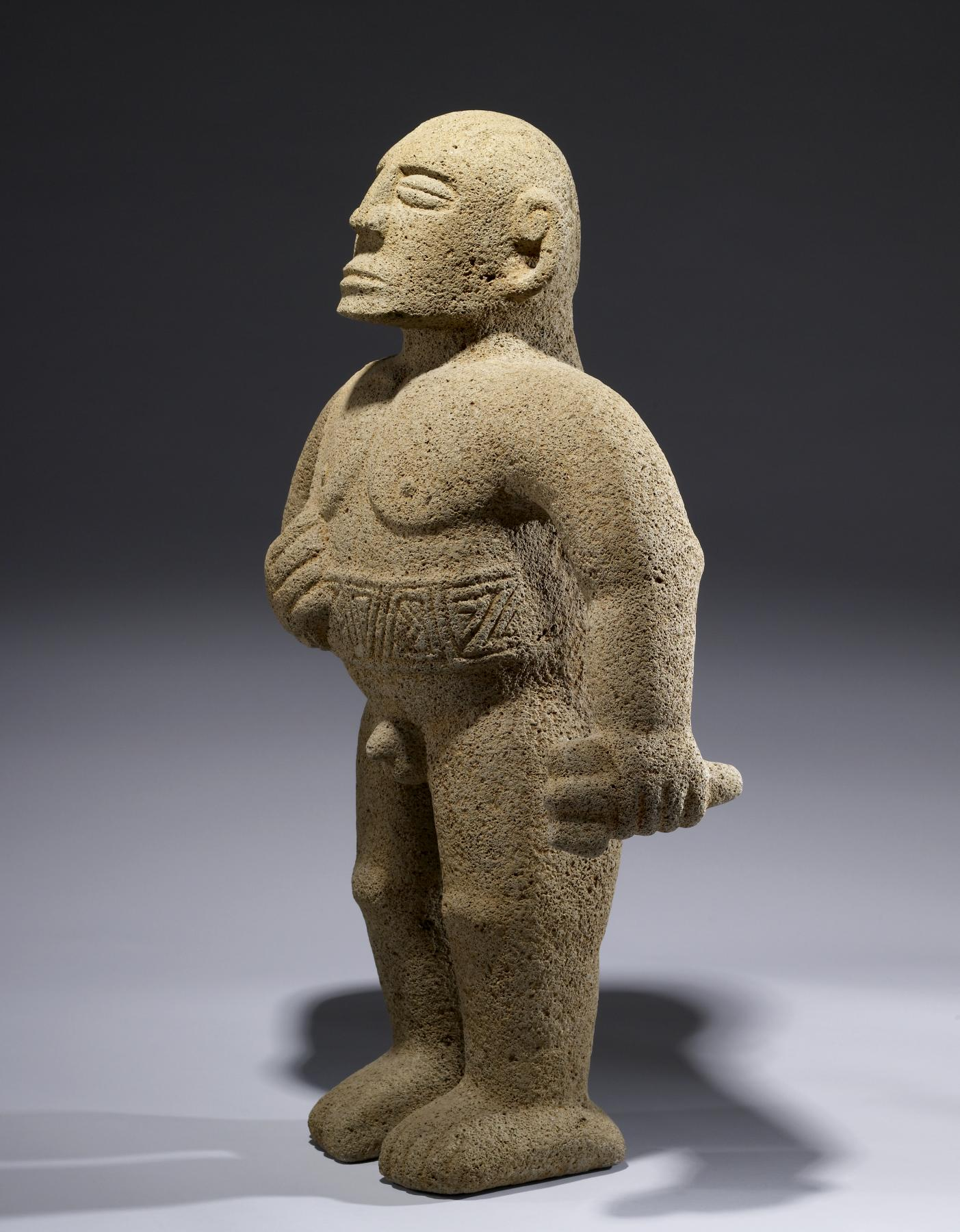
Soška huetarského bojovníka

Huetarové byli významnou skupinou domorodých obyvatel, kteří v polovině 16. století obývali střední část dnešní Kostariky. Ve španělských písemných pramenech jsou zmiňováni i jako güetares nebo pacacuas. Byli nejmocnějším a nejlépe organizovaným domorodým národem obývajícím Kostariku před příchodem Španělů. V průběhu 16. století několik náčelníků vládlo území od kostarického tichomořského pobřeží po Atlantik. Španělské kroniky zmiňují mnoho měst a králů, kteří jim vládli. Mezi nimi je Říše Garabito rozkládající se od povodí řeky Tárcoles až k řece Virilla, království Pacaca ležící v dnešním kantonu Mora a Panství Guarco rozkládající se v dnešní provincii Cartago. Kulturně patřili do mezilehlé oblasti. Vynikali především v práci s kamenem. Mezi nalezenými artefakty jsou sochy, oltáře a další. Nepraktikovali ani kanibalismus či rituální antropofagii. Jejich jazyk patří do tzv. čibčské jazykové rodiny. Přestože se jedná o mrtvý jazyk, přežívá v mnoha místních kostarických jménech jako Aserrí, Tucurrique či Barva.
Malá skupina Huetarů přežila do moderní doby. Jejich populace čítá přibližně tisíc jedinců. Obývají části Domorodé rezervace Quitirrisí ležící na silnici mezi kantony Mora a Puriscal. Zde leží i další huetarská osada v Zapatónu, v kantonu Puriscal. Tito lidé již nehovoří původním jazykem, ale zachovali si některé tradice svých domorodých předků, jako je kuchyně, tradiční medicína či řemesla.

## Etymologie
Jména huetares stejně jako chorotegas je připisováno španělskému conquistadorovi Gonzalovi Fernándezi de Oviedo y Valdésovi. Odvozena byla od jmen dvou náčelníků, krále Huetara, náčelníka království Pacaca a Chorotega, náčelníka území ležícího v oblasti náhorní roviny Esparza.

## Oblast osídlení

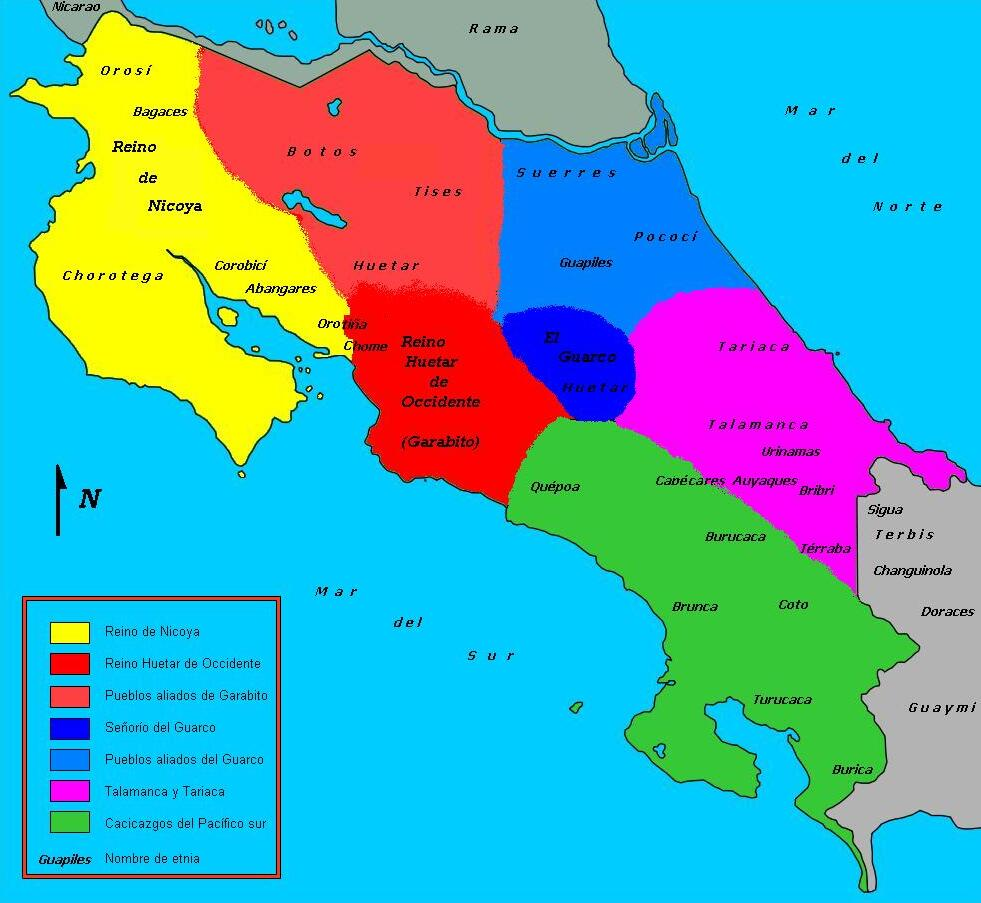
Mapa kostarických autochtonních společností v 16. století po příchodu Španělů. Huetarská království na východě a západě ovládla velkou část Centrálního údolí a části pobřeží Atlantiku i Pacifiku.

Nebylo přesně definováno, které domorodé národy Kostariky by měly být považovány za Huetary. Huetarským jazykem hovořila, nebo mu alespoň rozuměla, pravděpodobně většina obyvatelstva, které v 16. století obývalo území dnešní Kostariky, zejména v Centrálním údolí a v povodí řek Virilla a Tárcoles. Všechna společenství měla relativně rozptýlené osídlení, zemědělství založené na kukuřici, fazolích a dalších plodinách. Rozvinutá u nich byla i práce s kamenem. Nebyla zde však politická jednota, spíše zde existovala široká škála vzájemných vztahů, od podřízenosti a spojenectví až po nepřátelství.

## Život a zvyky
Jejich hospodářství bylo založeno na pěstování hlíz jako je maniok jedlý a Bactris gasipaes. Vyráběli z nich také čiču, kterou pro své opojné účinky využívali při náboženských obřadech. V menší míře pěstovali kukuřici a kakaovník. Ekonomika byla založena na směnném obchodu. Zemědělství bylo doplňováno lovem, k němuž se používal luk a šíp, foukačky, pasti, ohnivé kruhy a další a také rybolovem. Ryby se chytaly pomocí sítí, šípů i holýma rukama.
Obvyklá tkanina, kterou tento národ používal, byla vyráběna z kůry stromu jež byl domorodým obyvatelstvem nazýván mastate. Podle Dorise Stona nosili muži bederní roušky a krátké vestičky a ženy spodničky po kolena. Při zvláštních příležitostech pak nosili bavlněné oblečení.
Náčelník se těšil autoritě, jež byla dědičná. Jejich společnost byla rozdělena do tří skupin: horní třída tvořená náčelníkem a jeho rodinou, kněžími a léčiteli, střední třída tvořená běžným obyvatelstvem a třída otroků. Běžné byli lidské oběti při pohřbu či náboženských ceremoniálech. Byla vybrána skupina lidí, jež byla přivedena k oltáři, na kterém měla být obětována. Svědectví o tom přinesl v roce 1527 Fernández Oviedo.
Běžné byly i válečné konflikty. Zabíjeli zajatce a odřezávali jim hlavy, které si ponechávali jako trofeje. Ve válce pomáhaly mužům i ženy, které jim podávaly kopí nebo na protivníky házely kameny.
Huetarové uctívali Slunce a Měsíc. Stavěli kamenné oltáře a mohyly. Uctívali také své předky. Zesnulé pohřbívali s různými předměty, které byly za života jejich majetkem, a také s otroky obětovanými během pohřbu. Otroci i předměty měly zemřelému sloužit v posmrtném životě.